# O Escudeiro Valente
O Escudeiro Valente (The Plucky Squire) é um jogo de plataforma de ação e aventura de 2024 desenvolvido pela All Possible Futures e publicado pela Devolver Digital . O jogo acompanha as aventuras mágicas dos personagens de contos de fadas Pontinho (Jot) e seus amigos que descobrem um mundo tridimensional fora das páginas do livro. Foi lançado para Windows, PlayStation 5, Xbox Series X/S e Nintendo Switch em 17 de setembro de 2024, com críticas geralmente positivas.

## Premissa
O Escudeiro Valente é centrado no heroico Pontinho, que é expulso de seu livro de histórias pelo vilão Enfezaldo (Humgrump), forçando Pontinho a explorar e enfrentar desafios tanto dentro de seu livro de histórias quanto no mundo exterior. Quando o malévolo Enfezaldo percebe que ele é o vilão da história que está destinado a ser derrotado pelas forças justas lideradas pelo heroico Pontinho, ele expulsa o herói de suas páginas e muda a história para sempre.
Para restaurar o final feliz do livro de histórias e salvar seus amigos das forças obscuras de Enfezaldo, Pontinho deve enfrentar vários desafios diferentes de tudo que ele já viu. Em sua jornada para restaurar o final do livro, Pontinho descobre a habilidade de pular entre os mundos 2D e 3D, encontrando quebra-cabeças que ele deve resolver e mini desafios para completar, como lutar com texugos, voar com uma mochila a jato e muitos outros obstáculos enquanto ele se torna o herói de um livro de histórias vivo. Alguns dos mini desafios envolve jogar como os amigos de Pontinho: Violeta (Violet), uma bruxa e artista em treinamento; e Batera (Thrash), um troll das montanhas e baterista de heavy metal.

## Desenvolvimento
O Escudeiro Valente foi desenvolvido pelo estúdio de jogos indie All Possible Futures, fundado por James Turner e Jonathan Biddle. Antes de cofundar a All Possible Futures, Turner foi designer da Game Freak e dirigiu o jogo HarmoKnight, bem como a arte de vários jogos Pokémon . O cofundador Biddle trabalhou anteriormente com a Devolver Digital como diretor criativo do jogo The Swords of Ditto e fundou o estúdio Onebitbeyond, que também desenvolveu o jogo.
Os personagens Pontinho e Barbaluar (Moonbeard) foram originalmente criados por Turner para uma história em quadrinhos online antes de serem usados em O Escudeiro Valente. O ator inglês Philip Bretherton atua como narrador do jogo. A dublagem da versão brasileira é de Mauro Ramos.

## Lançamento
O Escudeiro Valente foi originalmente programado para ser lançado para Windows, PlayStation 5, Xbox Series X/S e Nintendo Switch em 2023, mas a Devolver Digital adiou o jogo para 2024. Em agosto de 2024, foi anunciado que o jogo seria lançado em 17 de setembro. No lançamento, foi disponibilizado aos assinantes do PlayStation Plus Extra e Premium sem custo adicional.

## Recepção
O Escudeiro Valente recebeu críticas "geralmente favoráveis", de acordo com o site agregador de críticas Metacritic, e 90% dos críticos recomendaram o jogo, de acordo com o OpenCritic .

## Prêmios e indicações
| Ano  | Cerimônia              | Categoria                                      | Resultado | Ref.   |
| ---- | ---------------------- | ---------------------------------------------- | --------- | ------ |
| 2024 | Golden Joystick Awards | Melhor Jogo Indie                              | Pendente  | [ 25 ] |
| 2024 | Golden Joystick Awards | Melhor Trailer de Jogo (trailer de lançamento) | Pendente  | [ 25 ] |
| 2024 | The Game Awards 2024   | Melhor Jogo Indie Estreante                    | Pendente  | [ 26 ] |
| 2024 | The Game Awards 2024   | Melhor Jogo para a Família                     | Pendente  | [ 26 ] |